# Самчук Віра Григорівна
Віра Григорівна Самчук (нар. 7 січня 1947, с. Зелений Гай Заліщицького району Тернопільської області, Україна) — українська театральна та кіноакторка. Заслужена артистка України (1997). «Людина року» на Тернопільщині (2016).

## Життєпис
Закінчила Тернопільське державне музичне училище (1967, клас бандури), акторське відділення Харківського інституту мистецтв (1972, нині національний університет). Працювала вчителькою музики в м. Збаражі, смт (нині м. Шумську), грала в Шумському народному театрі.
Від 1972 року — в Тернопільському обласному музично-драматичному (нині — академічному обласному драматичному) театрі ім. Т. Г. Шевченка.
Читаючи художнє слово, виступала з народною артисткою України Любов'ю Ізотовою з літературно-музичними композиціями: «Пісню людям віддала — серце вам лишила» (про Соломію Крушельницьку), «Твої листи пахнуть зів'ялими трояндами» (за поезією Лесі Українки), «Славетні жінки України» (2005) та інших.
Читала курс «сценічного мовлення» студентству театрального відділення Тернопільського музичного училища імені Соломії Крушельницької.

## Ролі

### У театрі
- Маруся Чурай — «Дівчина з легенди» Л. Забашти,
- Софія — «Безталанна» І. Карпенка-Карого,
- Галя — «Назар Стодоля» Т. Шевченка,
- П'єретта — «Вісім закоханих жінок». Р. Тома,
- Ганна Закревська — «Якби зустрілися ми знову» Л. Мужука та О. Лебедєєвої,
- Пасторка — «Юстина» Вуалійокі,
- Ганна — «Маруся Богуславка» М. Старицького,
- Мати-Україна — «Дорошенко» Л. Старицької-Черняхівської.
- Олена Сергіївна — «Дорога Олена Сергіївна» В. Разумовської,
- Маруся — «Житейське море» І. Карпенка-Карого.
- Наташа — «Суєта» І. Карпенка-Карого.
- Лимериха — «Лимерівна» П. Мирного,
- Мірабелла — «Циганський барон» Й. Штрауса,
- Сеньйора Монтеккі — «Ромео і Джульєтта» В. Шекспіра,
- Каталіна — «Тіль Уленшпігель» Г. Горіна,
- Вона — «Я бачив дивний сон» С. Новицької,
- Горпина — «Не судилось» М. Старицького,
- Баранова-Козіно — «Мина Мазайло» М. Куліша,
- Стара циганка — «У неділю рано…» О. Кобилянської,
- Ві Толбет — «Орфей спускається в пекло» Т. Вільямса,
- Йоганна — «Ціною крові» Лесі Українки,
- Настя — «Патетична соната» М. Куліша,
- Жінка — «Сльози Божої Матері» О. Мосійчука,
- Гелен — «Гуцулка Ксеня» Я. Барнича,
- Жінка — «За крок до тебе» М. Коляди,
- Голда — «Поминальна молитва» Г. Горіна,
- Кулина — «Чорноморці» М. Старицького,
- Клава — «Троянди юності» О. Корнієнка та інші.

### У кіно
- Дружина — «Старий і мімоза» А. Мриги.